# بقعه سلطان مراد
بقعه سلطان مراد مربوط به دوره قاجار است و در شهرستان درگز، شرق روستای سعدآباد واقع شده و این اثر در تاریخ ۲۴ اسفند ۱۳۸۵ با شمارهٔ ثبت ۱۵۲۴۶ به‌عنوان یکی از آثار ملی ایران به ثبت رسیده‌است.